# Geroldshausen
Geroldshausen là một đô thị ở huyện Würzburg bang Bayern, Đức.